# Кефе (санджак)
Кефе (тур. Kefe) — санджак (провинция) Османской империи, существовавший в Северном Причерноморье в 1475—1771 годах после  захвата османами южного берега Крыма и ликвидации ими греко-православного княжества Феодоро.
Около 1568—1582 годов вошел в состав образованного Кефинского эялета (бейлербейлика), просуществовавшего до 1774 года, когда его территория вошла в состав Крымского ханства в качестве Кефинского каймаканства (1774—1783). Административный центр — город Кефе (средневековая Кафа, современная Феодосия). Первая подробная опись 6 кадылыков (каза) Кефинского санджака датируется 1529 годом.
В состав провинции входили юго-запад Крыма (южнее реки Кача), весь Южный берег до Судака включительно, окрестности Кефе, северо-восточный угол Керченского полуострова, вся Тамань и окрестности крепости Азов. Фактически кефинский эялет занимал территорию завоёванных турками-османами в 1475 году генуэзских колоний в Северном Причерноморье и княжества Феодоро. Глава санджака — санджакбей, — носил титул паши и назначался султаном в Стамбуле. В 1510 году султан Баязид II даровал титул паши санджака Кефе Шахзада-Сулейману. 
Кефинский санджак делился на Мангупский, Судакский и Кафинский кадылыки.